# تجميع جزيئي

هيكل البروتين النووي تجميع الجزيئي: الوحدة الفرعية الريبوسومية 50س من نموذج بلوري إتش ماريسمورتوي بالأشعة السينية لـ 29 من 33 مكونًا أصليًا، من مختبر توماس ستيتز. من بين 31 بروتينًا مكونًا، يظهر 27 (أزرق)، جنبًا إلى جنب مع خيوط رنا (برتقالي/أصفر). مقياس: التجميع تقريبًا. عرض 24 نانومتر.

يشير مصطلح تجميع الجزيئي إلى الهياكل الكيميائية الضخمة مثل الفيروسات والجسيمات النانوية غير البيولوجية، والعضيات الخلوية والأغشية والريبوزومات، وما إلى ذلك، وهي عبارة عن خلائط معقدة من عديد الببتيد، وعديد النيوكليوتيد، وعديد السكاريد أو الجزيئات البوليمرية الأخرى. وهي بشكل عام من أكثر من نوع واحد من هذه الأنواع، ويحدد المخاليط مكانيًا (أي فيما يتعلق بشكلها الكيميائي)، وفيما يتعلق بتركيبتها وتركيبها الكيميائي الأساسي. توجد الجزيئات الكبيرة في الكائنات الحية وغير الحية، وتتكون من عدة مئات أو آلاف من الذرات المتماسكة معًا بواسطة روابط تساهمية؛ غالبًا ما تتميز بوحدات متكررة (أي أنها بوليمرات). يمكن أن تكون تجميعات هذه أيضًا بيولوجية أو غير بيولوجية، على الرغم من أن مصطلح التجميع الجزيئي طبق بشكل أكثر شيوعًا في علم الأحياء، وغالبًا ما يطبق مصطلح التجميع فوق الجزيئي في السياقات غير البيولوجية (على سبيل المثال، في الكيمياء فوق الجزيئية وتكنولوجيا النانو). يحفظ التجميع الجزيئي للجزيئات الكبيرة في أشكالها المحددة من خلال التفاعلات غير التساهمية بين الجزيئات (بدلاً من الروابط التساهمية)، ويمكن أن تكون إما في هياكل غير متكررة (على سبيل المثال، كما في الريبوسوم (الصورة) وبنى غشاء الخلية)، أو في التكرار أنماط خطية أو دائرية أو لولبية أو أخرى (على سبيل المثال، كما في خيوط الأكتين والمحرك السوطي، الصورة). يطلق على العملية التي من خلالها كون التجميع الجزيئي التجميع الذاتي الجزيئي، وهو مصطلح يُطبّق بشكل خاص في السياقات غير البيولوجية. توجد مجموعة متنوعة من الطرق الفيزيائية/الفيزيائية الحيوية، والكيميائية/الكيميائية الحيوية، والحسابية لدراسة ماجستير؛ نظرًا لمقياس (الأبعاد الجزيئية) للماجستير، فإن الجهود المبذولة لتطوير تكوينها وهيكلها وتمييز الآليات التي تقوم عليها وظائفها هي في طليعة علم البنية الحديث.

ريبوسوم حقيقي النواة، يقوم بترجمة محتوى المعلومات الموجود في جزيئات الرنا المرسال بشكل تحفيزي إلى بروتينات. يعرض الرسم المتحرك مراحل الاستطالة والأغشية المستهدفة للترجمة حقيقية النواة، حيث يُظهر الرنا المرسال على شكل قوس أسود، والوحدات الفرعية للريبوسوم باللونين الأخضر والأصفر، وتي آر أن أي باللون الأزرق الداكن، والبروتينات مثل الاستطالة والعوامل الأخرى المتضمنة باللون الأزرق الفاتح، وسلسلة البولي ببتيد المتنامية كخيط أسود ينمو عموديًا من منحنى الرنا المرسال. في نهاية الرسم المتحرك، يبثق البولي ببتيد المنتج من خلال مسام سيك واي زرقاء فاتحة في الجزء الداخلي الرمادي من شبكة إندوبلازمية.

## مجمع جزيئي حيوي

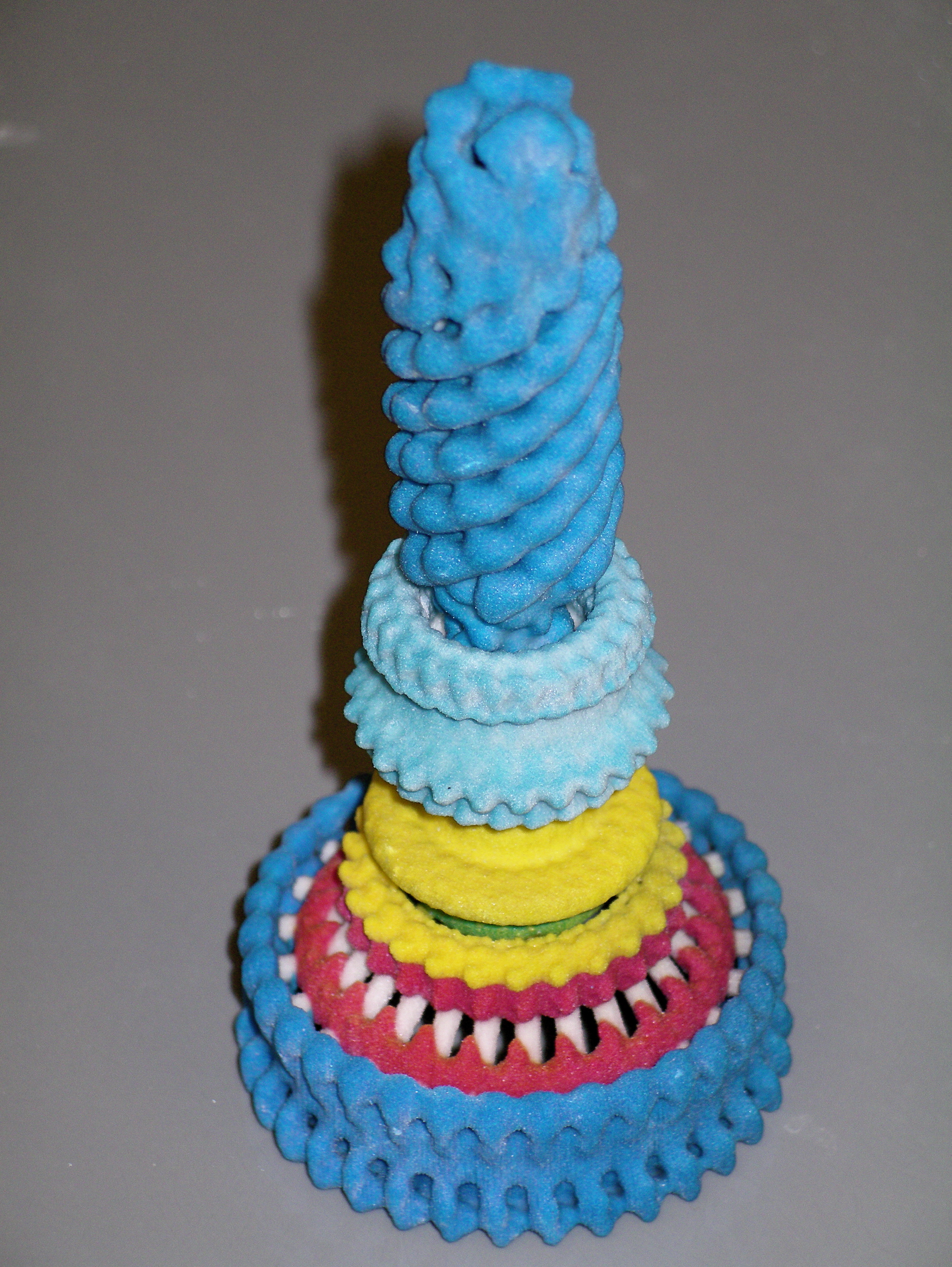
نموذج مطبوع ثلاثي الأبعاد لهيكل "محرك" سوط بكتيري وهيكل قضيب جزئي لنوع من السالمونيلا. من الأسفل إلى الأعلى: أزرق داكن، تكرار فلِم وفلِن، بروتينات المحرك/التبديل؛ الأحمر، بروتينات محرك فلِج/التبديل؛ بروتينات اقتران الغشاء الأصفر فلِف؛ بروتينات حلقة زرقاء فاتحة، إل وبي؛ و(في الأعلى)، أزرق داكن، الغطاء، وصلة خيوط الخطاف، البروتينات والخطاف.

المركب الجزيئي الحيوي، ويسمى أيضًا المركب الجزيئي الحيوي، هو أي مركب بيولوجي يتكون من أكثر من بوليمر حيوي واحد (بروتين آر أن آي،دي إن إيه، كربوهيدرات) أو جزيئات حيوية غير بوليمرية كبيرة (دهون). التفاعلات بين هذه الجزيئات الحيوية غير تساهمية. أمثلة:
- مجمعات البروتين، بعضها عبارة عن مجمعات متعددة الإنزيمات: البروتيازوم، دي إن إيه بوليميراز 3 هولوإنزيم،آر أن آي بوليميراز2 هولوإنزايم، الكبسولات الفيروسية المتماثلة، مجمع وصي جرويل-جرويس، النظام الضوئي الأول، سينسيز أدينوسين ثلاثي الفوسفات سينثاز، الفيريتين.
- مجمعات بروتين آر أن آي: الريبوسوم، جسيم التضفير، قبو، اس ار ان بي. تسمى هذه المجمعات في نواة الخلية البروتينات النووية الريبية (آر أن بيس).
- مجمعات بروتين دي إن إيه: جسيم نووي.
- مجمعات البروتين الدهنية: البروتين الدهني.[6][7]

تدرس المجمعات الجزيئية الحيوية هيكليًا عن طريق التصوير البلوري بالأشعة السينية، والتحليل الطيفي للبروتينات بالرنين المغناطيسي النووي، والفحص المجهري الإلكتروني بالتبريد، وتحليل الجسيمات المفردة المتتالية، والتصوير المقطعي بالإلكترون. يمكن ربط نماذج التركيب الذري التي يُحصل عليها بواسطة التصوير البلوري بالأشعة السينية والتحليل الطيفي الجزيئي للرنين المغناطيسي النووي في الهياكل الأكبر بكثير للمجمعات الجزيئية الحيوية التي يحصل عليها بتقنيات منخفضة الدقة مثل الفحص المجهري الإلكتروني والتصوير المقطعي الإلكتروني وتشتت الأشعة السينية ذات الزاوية الصغيرة.
تحدث مجمعات الجزيئات الكبيرة في كل مكان في الطبيعة، حيث تشارك في بناء الفيروسات وجميع الخلايا الحية. بالإضافة إلى ذلك، يلعبون أدوارًا أساسية في جميع عمليات الحياة الأساسية (ترجمة البروتين، وإنقسام الخلايا، وتهريب الحويصلات، وتبادل المواد داخل الخلايا وفيما بينها بين الأجزاء، وما إلى ذلك.). في كل من هذه الأدوار، تصبح الخلائط المعقدة منظمة بطرق هيكلية ومكانية محددة. بينما تجمع الجزيئات الكبيرة الفردية معًا عن طريق مجموعة من الروابط التساهمية والقوى غير التساهمية داخل الجزيئات (أي الإرتباطات بين الأجزاء داخل كل جزيء، عبر تفاعلات الشحنة الشحنة، وقوى فان دير فالس، وتفاعلات ثنائي القطب ثنائي القطب مثل الروابط الهيدروجينية)، بحكم التعريف، يجمع التجميع الجزيئي نفسها معًا فقط عبر القوى غير التساهمية، بإستثناء التي تمارس الآن بين الجزيئات (أي التفاعلات بين الجزيئات). 

## مقاييس وأمثلة تجميع جزيئي
تعطي الصور أعلاه إشارة إلى التراكيب والمقياس (الأبعاد) المرتبطة بالمتوسطات المتحركة، على الرغم من أن هذه مجرد بداية للتطرق إلى تعقيد الهياكل؛ من حيث المبدأ، تتكون كل خلية حية من التجميع الجزيئي، ولكنها في حد ذاتها عبارة عن التجميع الجزيئي أيضًا. في الأمثلة والمجمعات والتجمعات الأخرى، غالبًا ما تكون التجميع الجزيئي عبارة عن ملايين من وحدة كتل ذرية في الوزن الجزيئي (ميغادالتونس، أي ملايين أضعاف وزن ذرة واحدة بسيطة)، على الرغم من أنها لا تزال تحتوي على نسب مكونات قابلة للقياس (القياس المتكافئ) عند مستوى معين من الدقة. كما هو مذكور في أساطير الصورة، عند إعدادها بشكل صحيح، يمكن بلورة التجميع الجزيئي أو المركبات الفرعية المكونة من التجميع الجزيئي للدراسة عن طريق علم بلورات البروتين والطرق ذات الصلة، أو دراستها بطرق فيزيائية أخرى (مثل التحليل الطيفي، الفحص المجهري). 

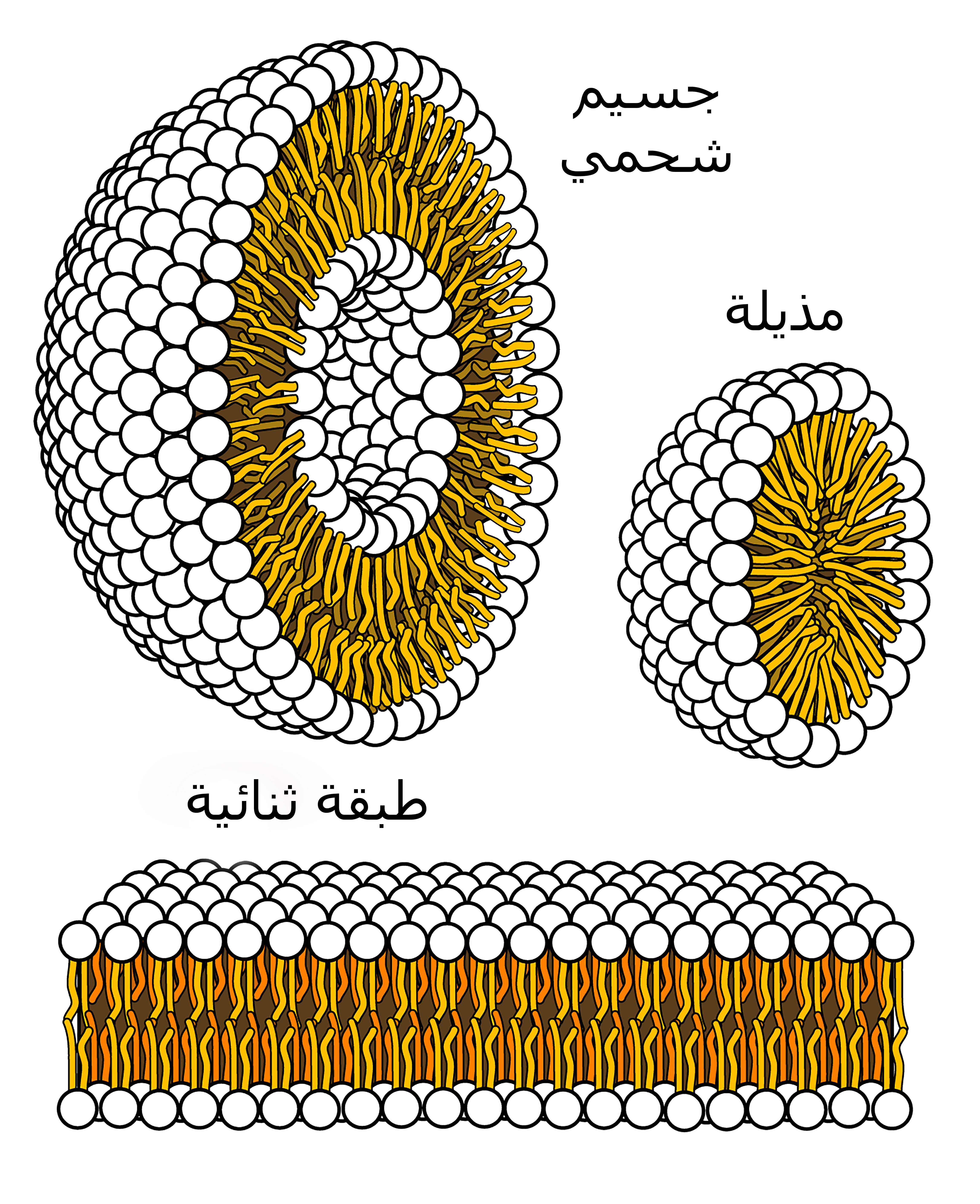
المقاطع العرضية للفوسفوليبيد (PLs) ذات الصلة بـالتجميع الجزيئي الغشاء الحيوي. البرتقالي الأصفر يشير إلى ذيول دهنية كارهة للماء؛ تمثل المجالات السوداء والبيضاء المناطق القطبية PL (vi). أبعاد الطبقة الثنائية/الجسيمات الشحمية (محجوبة في الرسم): مناطق كارهة للماء والقطبية، كل منها ~ 30 Å (3.0 نانومتر) "سميكة"-القطبية من 15 (1.5 نانومتر) على كل جانب

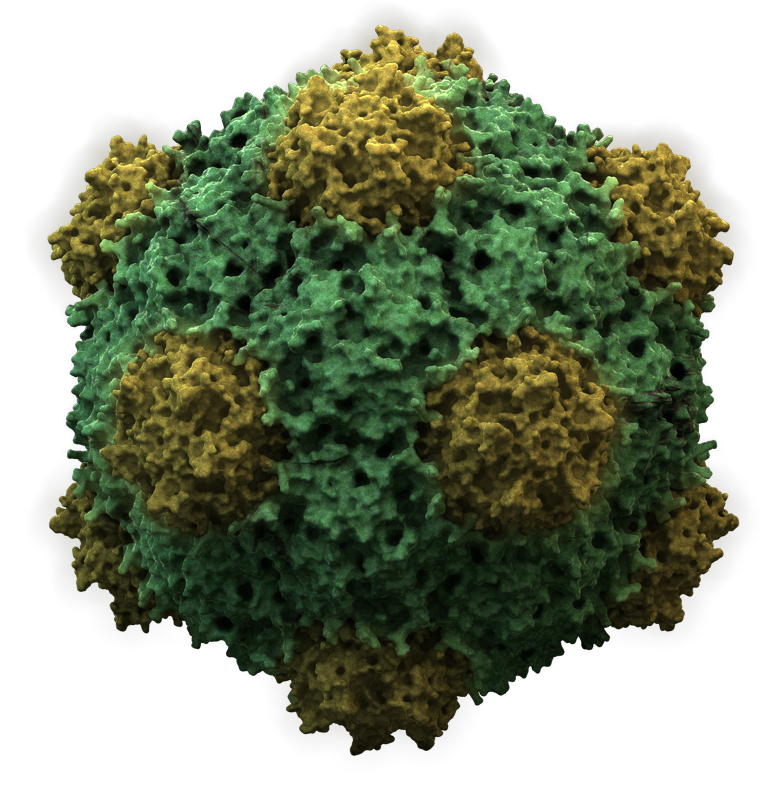
تمثيل رسومي لبنية التجميع الجزيئي الفيروسي، فيروس فسيفساء اللوبيا، مع 30 نسخة من كل من بروتينات الغلاف، وبروتين الغلاف الصغير (س، الأصفر) وبروتين الغلاف الكبير (ل، الأخضر)، والذي، جنبًا إلى جنب مع 2 تشكل جزيئات الحمض النووي الريبي الموجب (آرأن آي-1 و آرأن آي-2، غير المرئي) الفيريون. التجميع متماثل للغاية، ويبلغ عرضه 280 أ (28 نانومتر) في أوسع نقطة له.

كانت الهياكل الفيروسية من بين أول التجميع الجزيئي التي تمت دراستها. تشمل الأمثلة البيولوجية الأخرى الريبوسومات (الصورة الجزئية أعلاه)، والبروتيازومات، ومجمعات الترجمة (مع مكونات البروتين والحمض النووي)، ومجمعات النسخ بدائية النواة وحقيقية النواة، والمسام النووية وغيرها من المسام البيولوجية التي تسمح بمرور المواد بين الخلايا والمقصورات الخلوية. تعتبر الأغشية الحيوية أيضًا بشكل عام التجميع الجزيئي، على الرغم من تعديل متطلبات التعريف الهيكلي والمكاني لإستيعاب الديناميات الجزيئية الكامنة في دهون الغشاء، والبروتينات داخل طبقات الدهون الثنائية.

### تجميع الفيروسات
أثناء تجميع عاثية الأمعاء ت4 فيروس، تتفاعل البروتينات المورفوجينية المشفرة بواسطة جينات الملتهمة مع بعضها البعض في تسلسل مميز. يبدو أن الحفاظ على توازن مناسب في كميات كل من هذه البروتينات المنتجة أثناء العدوى الفيروسية أمر بالغ الأهمية للتشكل الطبيعي للعاثية ت4. تشتمل البروتينات المشفرة العاثية ت4 التي تحدد بنية الفيروس على المكونات الهيكلية الرئيسية والمكونات الهيكلية الثانوية والبروتينات غير الهيكلية التي تحفز خطوات محددة في تسلسل التشكل

## بحث في التجميع جزيئي
تعتبر دراسة هيكل ووظيفة الماجستير في الهندسة أمرًا صعبًا، لا سيما بسبب حجمها الضخم، ولكن أيضًا بسبب تراكيبها المعقدة وطبيعتها الديناميكية المتغيرة. معظمهم لديهم طرق كيميائية وكيميائية حيوية قياسية مطبقة (طرق تنقية البروتين والطرد المركزي، التوصيف الكيميائي والكهروكيميائي، إلخ.). بالإضافة إلى ذلك، تشتمل طرق دراستهم على الأساليب البروتينية الحديثة والطرق الهيكلية الحسابية وذات الدقة الذرية (على سبيل المثال، علم البلورات بالأشعة السينية)، تشتت الأشعة السينية بزاوية صغيرة (ساكسس) وتشتت النيوترون صغير الزاوية (سانس)، التحليل الطيفي للقوة، والمجهر الإلكتروني النافذ والمجهري الإلكتروني بالتبريد. حصل آرون كلوج على جائزة نوبل في الكيمياء عام 1982 لعمله في التوضيح الهيكلي بإستخدام المجهر الإلكتروني، ولا سيما بالنسبة للحمض النووي البروتيني التجميع الجزيئي بما في ذلك فيروس فسيفساء التبغ (بنية تحتوي على 6400 قاعدة جزيء أس أس آرأن آي و> 2000 جزيء بروتين الغلاف). حل التبلور والهيكل للريبوسوم، الكتلة الجزيئية~ 2.5 MDa، وهو مثال على جزء من "آلية" البروتين الإصطناعية للخلايا الحية، كان موضوعًا لجائزة نوبل في الكيمياء لعام 2009 التي مُنحت لفينكاترامان راماكريشنان وتوماس أ. إي يوناث.

## نظراء غير بيولوجيين
أخيرًا، علم الأحياء ليس المجال الوحيد للماجستير. يحتوي كل من مجالات الكيمياء فوق الجزيئية وتكنولوجيا النانو على مجالات طُورت لتطوير وتوسيع المبادئ الموضحة لأول مرة في درجات الماجستير البيولوجية. من الأمور ذات الأهمية الخاصة في هذه المجالات تطوير العمليات الأساسية للآلات الجزيئية، وتوسيع نطاق تصميمات الآلات المعروفة إلى أنواع وعمليات جديدة. 

## أنظر أيضًا
- هيكل رباعي
- مجمع متعدد البروتينات
- العضيات: لا يشمل التعريف الأوسع لـ "العضية" الهياكل الخلوية المرتبطة بالغشاء فحسب، بل يشمل أيضًا المجمعات الجزيئية الحيوية الكبيرة جدًا.

## روابط خارجية
- Beck Group (2019)، هيكل ووظيفة التجميعات الجزيئية الكبيرة (الصفحة الرئيسية لمجموعة Beck)، Beck Group - هيكل ووظيفة التجمعات الجزيئية الكبيرة - EMBL، تم الوصول إليه في 13 يونيو 2011.
- مجموعة DMA (2019)، ديناميكيات التجميع الجزيئي (الصفحة الرئيسية لمجموعة DMA)، قسم ديناميكيات التجميع الجزيئي | المعهد الوطني للتصوير الطبي الحيوي والهندسة الحيوية، بالرجوع إليه في 13 يونيو 2011.